# هلتی‌ییسنکاناوا
هِلْتی‌یِیْسِنْکاناوا (انگلیسی: Höytiäisenkanava) یک رودخانه واقع در فنلاند و در واقع یک کانال مصنوعی است که در نتیجه تلاش ناموفق زهکشی از دریاچه هیتی‌یاینن در شمال کارلیای فنلاند در سال ۱۸۵۹ تشکیل شده‌است. این رودخانه از دریاچه هیتی‌یاینن به دریاچه پیهَسِلْکا در کارلیای شمالی جریان دارد. این رودخانه و دریاچه‌های مجاور آن بخشی از حوضه رودخانه ووئوکسی در فنلاند هستند که به نوبه خود بخشی از رود نوا است که به خلیج فنلاند می‌ریزد.